# 포르쉐 968
포르쉐 968(영어: Porsche 968)은 1991년부터 1995년까지 독일의 자동차 제조업체 포르쉐 AG에서 생산했던 스포츠카이다.

## 개요
포르쉐 968은 포르쉐 944로부터 회사 라인업에서 엔트리 레벨의 위치를 넘겨받으면서 그것의 부품의 약 20%를 공유한 포르쉐 924와 함께 거의 20년 전에 시작된 일련의 수냉식 전방 엔진 후륜구동 차량의 마지막 모델이었다.

## 모터스포츠

### 968 터보 RS

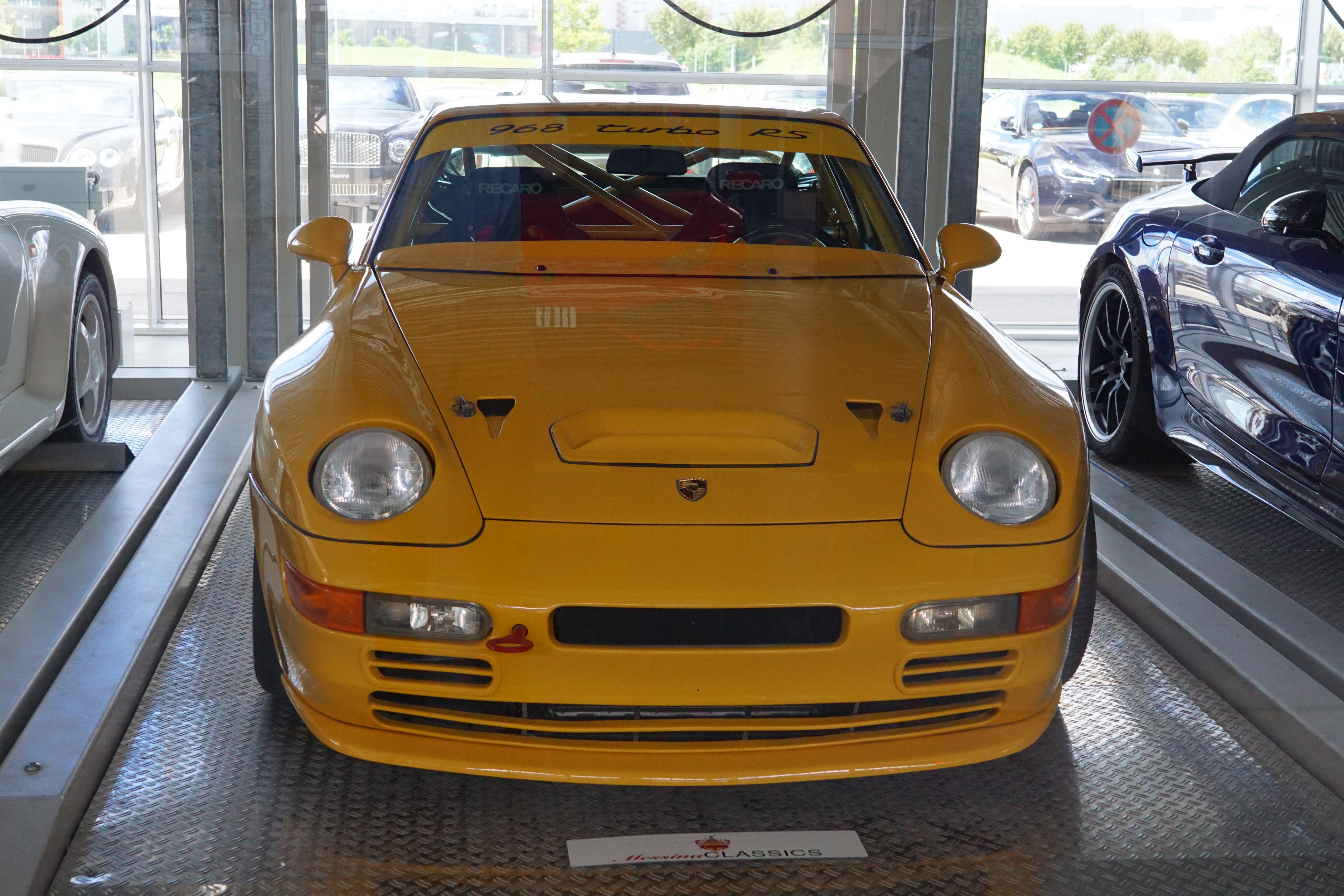
포르쉐 968 터보 RS

1992년과 1994년 사이에 포르쉐 모터스포츠 연구개발은 포르쉐 고객 레이스 팀을 위해 완전한 "레이스" 버전(968 터보 S 제외)을 제작하여 제공했다.

## 생산 대수
| 연식         | 생산 국가 | 생산 국가   | 생산 국가   | 추가 정보                                                           |
| 연식         | 합계      | 미국/캐나다 | 미국/캐나다 | 추가 정보                                                           |
| ------------ | --------- | ----------- | ----------- | ------------------------------------------------------------------- |
| 1992년       | 5,353     | *3,913      | 1,440       | * 1 레드 터보 RS                                                    |
| 1993년       | 3,783     | *2,701      | 1,082       | * 1 옐로 & 1 블루 터보 RS, 16 터보 S                                |
| 1994년       | 2,484     | *965        | 1,519       | * 1 블랙 터보 RS,                                                   |
| 1995년       | 1,156     | 532         | 624         |                                                                     |
| 총 생산 댓수 | 12,776    | 8,111       | 4,665       | 이 중 4,389대가 컨버터블이었고 그 중 2,248대가 미국으로 수출되었다. |